# Bulgarien i olympiska sommarspelen 1976
Bulgarien deltog i de olympiska sommarspelen 1976 med en trupp bestående av 158 deltagare, 105 män och 53 kvinnor, vilka deltog i 108 tävlingar i 14 sporter. Landet slutade på sjunde plats i medaljligan, med sex guldmedaljer och 22 medaljer totalt.

## Medaljer
| Medalj | Namn                                                                       | Sport         | Gren                           |
| ------ | -------------------------------------------------------------------------- | ------------- | ------------------------------ |
| 1      | Khasan Isaev                                                               | Brottning     | Lätt flugvikt, fristil         |
| 1      | Ivanka Hristova                                                            | Friidrott     | Damernas kulstötning           |
| 1      | Svetla Otsetova Zdravka Yordanova                                          | Rodd          | Damernas dubbelsculler         |
| 1      | Siika Barbulova Stoyanka Grouitcheva                                       | Rodd          | Damernas tvåa utan styrman     |
| 1      | Norair Nurikyan                                                            | Tyngdlyftning | Herrarnas 56 kg                |
| 1      | Yordan Mitkov                                                              | Tyngdlyftning | Herrarnas 75 kg                |
| 2      | Stoyan Ivanov                                                              | Brottning     | Lätt tungvikt, grekisk-romersk |
| 2      | Kamen Goranov                                                              | Brottning     | Tungvikt, grekisk-romersk      |
| 2      | Alexander Tomov                                                            | Brottning     | Supertungvikt, grekisk-romersk |
| 2      | Nikolina Sjtereva                                                          | Friidrott     | Damernas 800 meter             |
| 2      | Maria Vergova                                                              | Friidrott     | Damernas diskuskastning        |
| 2      | Ginka Gyurova Liljana Vaseva Reni Jordanova Marijka Modeva Kapka Georgieva | Rodd          | Damernas fyra med styrman      |
| 2      | Georgi Todorov                                                             | Tyngdlyftning | Herrarnas 60 kg                |
| 2      | Trendafil Stoichev                                                         | Tyngdlyftning | Herrarnas 82,5 kg              |
| 2      | Krastio Semerdjiev                                                         | Tyngdlyftning | Herrarnas 110 kg               |
| 3      | Bulgariens damlandslag i basket                                            | Basket        | Damernas turnering             |
| 3      | Vladimir Kolev                                                             | Boxning       | Lätt weltervikt                |
| 3      | Dimo Kostov                                                                | Brottning     | Tungvikt, fristil              |
| 3      | Stefan Angelov                                                             | Brottning     | Lätt flugvikt, grekisk-romersk |
| 3      | Ivan Kolev                                                                 | Brottning     | Mellanvikt, grekisk-romersk    |
| 3      | Jordanka Blagoeva                                                          | Friidrott     | Damernas höjdhopp              |
| 3      | Atanas Shopov                                                              | Tyngdlyftning | Herrarnas 90 kg                |

## Basket

### Damernas turnering
- Laguppställning[2]:

Krasimira Bogdanova
Diana Dilova
Krasimira Gyurova
Penka Metodieva
Snezhana Mikhaylova
Girgina Skerlatova
Mariya Stoyanova
Margarita Shtarkelova
Petkana Makaveeva
Nadka Golcheva
Penka Stoyanova
Todorka Yordanova
- Gruppspel:[3]

| Lag             | S | V | O | F | GM  | IM  | MS   | P  |
| --------------- | - | - | - | - | --- | --- | ---- | -- |
| Sovjetunionen   | 5 | 5 | 0 | 0 | 504 | 346 | +158 | 10 |
| USA             | 5 | 3 | 0 | 2 | 415 | 417 | −2   | 6  |
| Bulgarien       | 5 | 3 | 0 | 2 | 365 | 377 | −12  | 6  |
| Tjeckoslovakien | 5 | 2 | 0 | 3 | 351 | 359 | −8   | 4  |
| Japan           | 5 | 2 | 0 | 3 | 405 | 400 | +5   | 4  |
| Kanada          | 5 | 0 | 0 | 5 | 336 | 477 | −141 | 0  |

## Boxning
| Beyhan Fuchedzhiev  | Lätt flugvikt   | Jorge Hernández (CUB) L RSC-3 | Gick inte vidare               | Gick inte vidare           | Gick inte vidare            | Gick inte vidare           | Gick inte vidare | Gick inte vidare |                  |                  |                  |
| Georgi Kostadinov   | Flugvikt        | BYE                           | Jung Chul-Kim (KOR) W 5-0      | Alfredo Pérez (VEN) L 0-5  | Gick inte vidare            | Gick inte vidare           | Gick inte vidare | Gick inte vidare |                  |                  |                  |
| Chacho Andreykovski | Bantamvikt      | BYE                           | Aldo Cosentino (FRA) W KO-3    | Gu Yong-Ju (PRK) L 0-5     | Gick inte vidare            | Gick inte vidare           | Gick inte vidare | Gick inte vidare | Gick inte vidare |                  |                  |
| Rumen Peshev        | Fjädervikt      | BYE                           | Gustavo de la Cruz (DOM) L 0-5 | Gick inte vidare           | Gick inte vidare            | Gick inte vidare           | Gick inte vidare | Gick inte vidare |                  |                  |                  |
| Tsvetan Tsvetkov    | Lättvikt        | BYE                           | Khaidav Altanhuiag (MGL) W 5-0 | Parviz Bahmani (IRN) W 5-0 | Howard Davis (USA) L RSC-3  | Gick inte vidare           | Gick inte vidare | Gick inte vidare | Gick inte vidare |                  |                  |
| Vladimir Kolev      | Lätt weltervikt | BYE                           | Tai Shik-Park (KOR) W 5-0      | Ernst Müller (FRG) W 5-0   | Calistrat Cuţov (ROM) W 5-0 | Andrés Aldama (CUB) L KO-1 | Gick inte vidare |                  |                  |                  |                  |
| Plamen Yankov       | Weltervikt      | BYE                           | Emilio Correa (CUB) L RSC-2    | Gick inte vidare           | Gick inte vidare            | Gick inte vidare           | Gick inte vidare | Gick inte vidare |                  |                  |                  |
| Nayden Stanchev     | Lätt mellanvikt | Steven Moi (KEN) W WO         | Vasile Didea (ROM) L 0-5       | Gick inte vidare           | Gick inte vidare            | Gick inte vidare           | Gick inte vidare | Gick inte vidare |                  |                  |                  |
| Ryszard Pasiewicz   | Mellanvikt      | Musa Gariba (GHA) W WO        | Rufat Riskijev (URS) L 0-5     | Gick inte vidare           | Gick inte vidare            | Gick inte vidare           | Gick inte vidare | Gick inte vidare |                  |                  |                  |
| Georgi Stoymenov    | Lätt tungvikt   | Ernesto Sanchez (VEN) W 5-0   | Janusz Gortat (POL) L AB-3     | Gick inte vidare           | Gick inte vidare            | Gick inte vidare           | Gick inte vidare | Gick inte vidare |                  |                  |                  |
| Atanas Suvandzhiev  | Tungvikt        | Mahmoud Ahmed Ali (EGY) W WO  | Viktor Ivanov (URS) W 4-1      | i.u.                       | Mircea Şimon (ROM) L 1-4    | Gick inte vidare           | Gick inte vidare | Gick inte vidare | Gick inte vidare | Gick inte vidare | Gick inte vidare |

## Cykling

### Landsväg
| Cyklist                                                     | Gren                | Tid     | Placering |
| ----------------------------------------------------------- | ------------------- | ------- | --------- |
| Stojan Bobekov                                              | Herrarnas linjelopp | 4:58:35 | 49        |
| Martin Martinov                                             | Herrarnas linjelopp | DNF     | DNF       |
| Ivan Popov                                                  | Herrarnas linjelopp | DNF     | DNF       |
| Nedjalko Stojanov                                           | Herrarnas linjelopp | DNF     | DNF       |
| Georgi Fortunov Ivan Popov Nedjalko Stojanov Stojan Bobekov | Herrarnas lagtempo  | 2:15:07 | 12        |

### Bana
1000m time trial
| Cyklist              | Gren                | Tid      | Placering |
| -------------------- | ------------------- | -------- | --------- |
| Dimo Angelov Tonchev | Herrarnas tempolopp | 1:08,950 | 14        |

Herrarnas sprint
| Cyklist              | Gren             | Omgång 1             | Återkval 1             | Omgång 2                          | Återkval 2                       | Återkvalsfinal                   | Kvartsfinal                      | Semifinal                        | Final                            | Final            |
| Cyklist              | Gren             | Tid Hastighet (km/h) | Placering              | Motståndare Tid Hastighet (km/h)  | Motståndare Tid Hastighet (km/h) | Motståndare Tid Hastighet (km/h) | Motståndare Tid Hastighet (km/h) | Motståndare Tid Hastighet (km/h) | Motståndare Tid Hastighet (km/h) | Placering        |
| -------------------- | ---------------- | -------------------- | ---------------------- | --------------------------------- | -------------------------------- | -------------------------------- | -------------------------------- | -------------------------------- | -------------------------------- | ---------------- |
| Dimo Angelov Tonchev | Herrarnas sprint | Singleton (CAN) L    | Kountras (GRE) W 11.50 | Tormen Mendez (CHI) Rossi (ITA) L | Vaarten (BEL) Echeverry (COL) L  | Gick inte vidare                 | Gick inte vidare                 | Gick inte vidare                 | Gick inte vidare                 | Gick inte vidare |

## Friidrott

### Damer
Bana och väg
| Idrottare                                                    | Gren       | Heat     | Heat      | Kvartsfinal | Kvartsfinal | Semifinal        | Semifinal        | Final            | Final            |
| Idrottare                                                    | Gren       | Resultat | Placering | Resultat    | Placering   | Resultat         | Placering        | Resultat         | Placering        |
| ------------------------------------------------------------ | ---------- | -------- | --------- | ----------- | ----------- | ---------------- | ---------------- | ---------------- | ---------------- |
| Lilijana Panajotova                                          | 200 m      | 23.49    | 4 Q       | 23.87       | 7           | Gick inte vidare | Gick inte vidare | Gick inte vidare | Gick inte vidare |
| Nikolina Sjtereva                                            | 800 m      | 2:01.02  | 2 Q       | i.u.        | i.u.        | 1:57.35          | 2 Q              | 1:55.42          | 2                |
| Svetla Zlateva                                               | 800 m      | 1:59.24  | 1 Q       | i.u.        | i.u.        | 1:57.93          | 3 Q              | 1:57.21          | 6                |
| Liljana Tomova                                               | 800 m      | 2:00.54  | 2 Q       | i.u.        | i.u.        | 2:01.97          | 7                | Gick inte vidare | Gick inte vidare |
| Nikolina Sjtereva                                            | 1 500 m    | 4:08.25  | 4 Q       | i.u.        | i.u.        | 4:02.33          | 2 Q              | 4:06.57          | 4                |
| Vesela Yatsinska                                             | 1 500 m    | 4:12.72  | 3 Q       | i.u.        | i.u.        | 4:07.89          | 6                | Gick inte vidare | Gick inte vidare |
| Rositsa Pechlivanova                                         | 1 500 m    | 4:13.11  | 6         | i.u.        | i.u.        | Gick inte vidare | Gick inte vidare | Gick inte vidare | Gick inte vidare |
| Penka Sokolova                                               | 100 m häck | 13.52    | 3 Q       | i.u.        | i.u.        | 13.67            | 7                | Gick inte vidare | Gick inte vidare |
| Yordanka Ivanova Svetla Zlateva Ivanka Bonova Liljana Tomova | 4 x 400 m  | 3:31.08  | 5         | i.u.        | i.u.        | i.u.             | i.u.             | Gick inte vidare | Gick inte vidare |

Fältgrenar
| Idrottare           | Gren           | Kval  | Kval      | Final            | Final            |
| Idrottare           | Gren           | Längd | Placering | Längd            | Placering        |
| ------------------- | -------------- | ----- | --------- | ---------------- | ---------------- |
| Jordanka Blagoeva   | Höjdhopp       | 1.80  | 4 Q       | 1.91             | 3                |
| Lilijana Panajotova | Längdhopp      | 6.22  | 11 Q      | NR               | NR               |
| Ekaterina Nedeva    | Längdhopp      | 6.16  | 15        | Gick inte vidare | Gick inte vidare |
| Ivanka Hristova     | Kulstötning    | i.u.  | i.u.      | 21.16            | 1                |
| Elena Stojanova     | Kulstötning    | i.u.  | i.u.      | 18.89            | 8                |
| Maria Vergova       | Diskuskastning | 57.96 | 10 Q      | 67.30            | 2                |
| Yordanka Peeva      | Spjutkastning  | 56.74 | 9 Q       | 52.24            | 12               |

Kombinerade grenar – femkamp
| Idrottare      | Gren     | 100H  | HJ   | SP    | LJ   | 200 m | Final | Placering |
| -------------- | -------- | ----- | ---- | ----- | ---- | ----- | ----- | --------- |
| Penka Sokolova | Resultat | 13.32 | 1.64 | 13.70 | 5.93 | 24.95 | 4394  | 9         |
| Penka Sokolova | Poäng    | 956   | 875  | 821   | 891  | 851   | 4394  | 9         |

### Herrar
Bana och väg
| Idrottare      | Gren       | Heat     | Heat      | Kvartsfinal | Kvartsfinal | Semifinal | Semifinal | Final    | Final     |
| Idrottare      | Gren       | Resultat | Placering | Resultat    | Placering   | Resultat  | Placering | Resultat | Placering |
| -------------- | ---------- | -------- | --------- | ----------- | ----------- | --------- | --------- | -------- | --------- |
| Petar Petrov   | 100 m      | 10.46    | 1 Q       | 10.30       | 3 Q         | 10.30     | 4 Q       | 10.35    | 8         |
| Yanko Bratanov | 400 m häck | 51.84    | 4 Q       | i.u.        | i.u.        | 50.11     | 3 Q       | 50.03    | 6         |

Fältgrenar
| Idrottare        | Gren           | Kval  | Kval      | Final | Final     |
| Idrottare        | Gren           | Längd | Placering | Längd | Placering |
| ---------------- | -------------- | ----- | --------- | ----- | --------- |
| Velko Velev      | Diskuskastning | 63.54 | 2 Q       | 60.94 | 10        |
| Valentin Dzhonev | Spjutkastning  | 80.84 | 12 Q      | 73.88 | 14        |

## Fäktning
Herrarnas sabel
- Miroslav Dudekov
- Anani Michajlov
- Trajan Dimitrov

Herrarnas lagtävling i sabel
- Miroslav Dudekov, Anani Michajlov, Konstantin Dzjelepov, Christo Christov

## Judo
Herrar
| Idrottare        | Gren                  | Omgång 1                     | Omgång 2                            | Omgång 3             | Omgång 4             | Återkval 1           | Återkval 2           | Final / BM           | Final / BM |
| Idrottare        | Gren                  | Motståndare Resultat         | Motståndare Resultat                | Motståndare Resultat | Motståndare Resultat | Motståndare Resultat | Motståndare Resultat | Motståndare Resultat | Placering  |
| ---------------- | --------------------- | ---------------------------- | ----------------------------------- | -------------------- | -------------------- | -------------------- | -------------------- | -------------------- | ---------- |
| Parvan Parvanov  | Lättvikt −63kg        | David Saad (LIB) W 0010-0000 | Bakhvain Buyadaa (MGL) L 0000-0001  | Gick inte vidare     | Gick inte vidare     | Gick inte vidare     | Gick inte vidare     | Gick inte vidare     | 12         |
| Georgi Georgiev  | Halv mellanvikt −70kg | BYE                          | Vacinuff Morrison (GBR) L 0000-0001 | Gick inte vidare     | Gick inte vidare     | Gick inte vidare     | Gick inte vidare     | Gick inte vidare     | 13         |
| Tsantjo Atanasov | Halv tungvikt −93kg   | BYE                          | Ung Nam An (PRK) L 0000-0010        | Gick inte vidare     | Gick inte vidare     | Gick inte vidare     | Gick inte vidare     | Gick inte vidare     | 18         |
| Emil Petrunov    | Tungvikt +93kg        | BYE                          | Keith Remfry (GBR) L 0000–0010      | Gick inte vidare     | Gick inte vidare     | Gick inte vidare     | Gick inte vidare     | Gick inte vidare     | 12         |

## Kanotsport
Herrar
| Kanotist                                                      | Gren                 | Heat    | Heat      | Återkval | Återkval  | Semifinal | Semifinal | Final            | Final            |
| Kanotist                                                      | Gren                 | Tid     | Placering | Tid      | Placering | Tid       | Placering | Tid              | Placering        |
| ------------------------------------------------------------- | -------------------- | ------- | --------- | -------- | --------- | --------- | --------- | ---------------- | ---------------- |
| Borislav Ananiev                                              | Herrarnas C-1 500 m  | 2:12,16 | 3 Q       | BYE      | BYE       | 2:11,23   | 3 Q       | 1:59,92          | 4                |
| Borislav Ananiev                                              | Herrarnas C-1 1000 m | 4:28,18 | 3 Q       | BYE      | BYE       | 4:13,39   | 1 Q       | 4:14,41          | 4                |
| Ivan Burtjin Krasimir Christov                                | Herrarnas C-2 500 m  | 1:58,84 | 2 Q       | BYE      | BYE       | 1:51,63   | 2 Q       | 1:50,43          | 6                |
| Ivan Burtjin Krasimir Christov                                | Herrarnas C-2 1000 m | 3:57,13 | 4 Q       | 3:52,00  | 2 Q       | 3:58,74   | 3 Q       | 4:02,44          | 7                |
| Ivan Manev                                                    | Herrarnas K-1 500 m  | 1:57,30 | 3 Q       | BYE      | BYE       | 1:57,30   | 4         | Gick inte vidare | Gick inte vidare |
| Lazar Christov Borislav Borisov                               | Herrarnas K-2 500 m  | 1:46,02 | 3 Q       | BYE      | BYE       | 1:42,21   | 4         | Gick inte vidare | Gick inte vidare |
| Lazar Christov Borislav Borisov                               | Herrarnas K-2 1000 m | 3:35,94 | 3 Q       | BYE      | BYE       | 3:26,76   | 1 Q       | 3:37,30          | 9                |
| Ivan Manev Bozjidar Milenkov Nikolai Natjev Vasil Tjilingirov | Herrarnas K-4 1000 m | 3:11,39 | 3 Q       | BYE      | BYE       | 3:14,35   | 3 Q       | 3:12,94          | 7                |

Damer
| Kanotist                        | Gren               | Heat    | Heat      | Återkval | Återkval  | Semifinal | Semifinal | Final   | Final     |
| Kanotist                        | Gren               | Tid     | Placering | Tid      | Placering | Tid       | Placering | Tid     | Placering |
| ------------------------------- | ------------------ | ------- | --------- | -------- | --------- | --------- | --------- | ------- | --------- |
| Rosa Georgieva                  | Damernas K-1 500 m | 2:14,23 | 4 Q       | 2:10,57  | 2 Q       | 2:10,51   | 3 Q       | 2:08,54 | 9         |
| Marija Mintjeva Natasja Petrova | Damernas K-2 500 m | 2:00,52 | 7 Q       | 1:56,60  | 2 Q       | 1:53,29   | 2 Q       | 1:55,95 | 7         |

## Modern femkamp
Herrarnas individuella tävling i modern femkamp vid olympiska sommarspelen 1976
- Stojan Zlatev
- Velko Bratanov
- Nikolaj Nikolov

Herrarnas lagtävling i modern femkamp vid olympiska sommarspelen 1976
- Stojan Zlatev
- Velko Bratanov
- Nikolaj Nikolov

## Rodd
Herrar
| Roddare                                                              | Gren              | Heat    | Heat      | Återkval | Återkval  | Semifinal | Semifinal | Final   | Final     |
| Roddare                                                              | Gren              | Tid     | Placering | Tid      | Placering | Tid       | Placering | Tid     | Placering |
| -------------------------------------------------------------------- | ----------------- | ------- | --------- | -------- | --------- | --------- | --------- | ------- | --------- |
| Georgi Georgiev Valentin Stoev                                       | Tvåa utan styrman | 6:58,96 | 2 Q       | BYE      | BYE       | 6:33,23   | 3 Q       | 7:37,42 | 5         |
| Tsvetan Petkov Rumen Hristov Todor Kisjev                            | Tvåa med styrman  | 7:24,44 | 1 Q       | BYE      | BYE       | 7:01,10   | 1 Q       | 8:11,27 | 4         |
| Mintjo Nikolov Eftim Gerzilov Jordan Valtjev Christo Zelev           | Scullerfyra       | 5:57,19 | 3 R       | 5:49,38  | 2 Q       | i.u.      | i.u.      | 6:32,04 | 5         |
| Rumian Christov Todor Mrankov Dimitar Valov Dimitar Janakiev         | Fyra utan styrman | 6:20,71 | 3 Q       | BYE      | BYE       | 6:06,58   | 5 FB      | 6:41,36 | 7         |
| Latjesar Boitjev Ivan Botev Natjo Mintjev Kiril Kirtjev Nenko Dobrev | Fyra med styrman  | 6:43,69 | 4 R       | 6:23,47  | 2 Q       | 6:13,26   | 2 Q       | 6:52,88 | 5         |

Damer
| Roddare                                                                              | Gren              | Heat    | Heat      | Återkval | Återkval  | Semifinal | Semifinal | Final   | Final     |
| Roddare                                                                              | Gren              | Tid     | Placering | Tid      | Placering | Tid       | Placering | Tid     | Placering |
| ------------------------------------------------------------------------------------ | ----------------- | ------- | --------- | -------- | --------- | --------- | --------- | ------- | --------- |
| Rosica Spasova                                                                       | Singelsculler     | 3:42,67 | 1 Q       | BYE      | BYE       | i.u.      | i.u.      | 4:10,86 | 4         |
| Svetla Otsetova Zdravka Jordanova                                                    | Dubbelsculler     | 3:25,05 | 1 Q       | BYE      | BYE       | i.u.      | i.u.      | 3:44,36 |           |
| Sijka Kelbetjeva Stojanka Kurbatova-Gruitjeva                                        | Tvåa utan styrman | 3:33,24 | 2 R       | 3:48,73  | 1 Q       | i.u.      | i.u.      | 4:01,22 |           |
| Verka Aleksieva Svietlana Gintjeva Iskra Velinova Troianka Vasileva Stanka Georgieva | Scullerfyra       | 3:12,13 | 2 R       | 3:22,43  | 1 Q       | i.u.      | i.u.      | 3:34,13 | 4         |
| Ginka Gjurova Liljana Vaseva Reni Jordanova Marijka Modeva Kapka Georgieva           | Fyra med styrman  | 3:20,98 | 1 Q       | BYE      | BYE       | i.u.      | i.u.      | 3:48,24 |           |

## Tyngdlyftning
Nio tyngdlyftare i sex viktklasser tävlade för Bulgarien i sommarspelen 1976.
| Tävlande           | Viktklass | Ryck  | Stöt  | Total | Placering |
| ------------------ | --------- | ----- | ----- | ----- | --------- |
| Norair Nurikyan    | 56 kg     | 117,5 | 145,0 | 262,5 | 1         |
| Georgi Todorov     | 60 kg     | 122,5 | 157,5 | 280,0 | 2         |
| Todor Todorov      | 60 kg     | 0     | -     | 0     | DNF       |
| Yordan Mitkov      | 75 kg     | 145,0 | 190,0 | 335,0 | 1         |
| Trendafil Stoichev | 82,5 kg   | 162,5 | 197,5 | 360,0 | 2         |
| Blagoi Blagoev     | 82,5 kg   | 162,5 | 200,0 | 362,5 | DQ        |
| Atanas Shopov      | 90 kg     | 155,0 | 205,0 | 360,0 | 3         |
| Krastio Semerdjiev | 110 kg    | 170,0 | 215,0 | 385,0 | 2         |
| Valentin Khristov  | 110 kg    | 175,0 | 225,0 | 400,0 | DQ        |